# Клочев (гміна)
Гміна Клочев (пол. Gmina Kłoczew) — сільська гміна у східній Польщі. Належить до Рицького повіту Люблінського воєводства.
Станом на 31 грудня 2011 у гміні проживало 7440 осіб.

## Площа
Згідно з даними за 2007 рік площа гміни становила 143.17 км², у тому числі:
- орні землі: 67.00%
- ліси: 24.00%

Таким чином, площа гміни становить 23.26% площі повіту.

## Населення
Станом на 31 грудня 2011:
| Опис     | Загалом | Загалом | Чоловіки | Чоловіки | Жінки | Жінки |
| -------- | ------- | ------- | -------- | -------- | ----- | ----- |
| одиниця  | осіб    | %       | осіб     | %        | осіб  | %     |
| все      | 7440    | 100     | 3751     | 50.42    | 3689  | 49.58 |
| міське   | 0       | 100     | 0        |          | 0     |       |
| сільське | 7440    | 100     | 3751     | 50.42    | 3689  | 49.58 |

## Сусідні гміни
Гміна Клочев межує з такими гмінами: Воля-Мисловська, Желехув, Кшивда, Новодвур, Рики, Троянув.